# Бочаров Юрій Іванович
Юрій Іванович Бочаров (рос. Юрий Иванович Бочаров; 26 лютого 1923, Москва — 20 вересня 2012) — радянський футбольний арбітр. Суддя всесоюзної категорії (1958), представляв Москву. Провів 149 ігор у вищій лізі (1954, 1956—1973). Чотири рази потрапляв до списку найкращих футбольних суддів Радянського Союзу: 1961, 1966, 1968 і 1971.